# Heliophanus maculatus
Heliophanus maculatus är en spindelart som beskrevs av Karsch 1878. Heliophanus maculatus ingår i släktet Heliophanus och familjen hoppspindlar. Inga underarter finns listade i Catalogue of Life.